# Víktor Aguéiev
Víktor Aguéiev   (Moscou, 29 d'abril de 1936 - 30 de gener de 2023) fou un waterpolista rus que va competir sota bandera soviètica durant les dècades de 1950 i 1960.
Durant la seva carrera esportiva va prendre part en tres edicions dels Jocs Olímpics d'Estiu, amb un balanç de tres medalles en la competició de waterpolo: una de plata, el 1960 a Roma, i dues de bronze, el 1956 a Melbourne, i el 1964 a Tòquio.
En el seu palmarès també destaquen dues medalles al Campionat d'Europa de waterpolo, de bronze el 1958 i de plata el 1962.